# Carlos Carsolio
Carlos Carsolio (* 4. Oktober 1962 in Mexiko-Stadt) ist ein mexikanischer Bergsteiger.

## Leben
Er ist der erste Mexikaner und der vierte Mensch überhaupt, dem die Besteigung aller Achttausender, also aller 14 Berge der Erde mit einer Höhe über 8000 Metern, gelang. Er benötigte dazu weniger als elf Jahre. Als er auf seinem 14. Achttausender stand, war er 33 Jahre alt und damit der jüngste 14-Achttausender-Absolvent; unterboten wurde Carsolio 2002 vom Spanier Alberto Iñurrategi, der seinerseits mittlerweile mehrfach unterboten wurde (siehe die Liste der Bergsteiger, die alle Achttausender bestiegen haben). Bei der Tour auf den Kangchendzönga 1992 kam die polnische Bergsteigerin  Wanda Rutkiewicz ums Leben.
Als Gleitschirmpilot war er Teilnehmer bei der ersten Austragung der Red Bull X-Alps (2003). Dabei belegte er den 15. Platz.
Carsolio arbeitet als Motivationstrainer und Unternehmer.

## Besteigungen der Achttausender
Carsolio hat die Achttausender in folgender Reihenfolge bestiegen:
| #  | Datum         | Berg           | Höhe   |
| -- | ------------- | -------------- | ------ |
| 1  | 13. Juli 1985 | Nanga Parbat   | 8125 m |
| 2  | 18. Aug. 1987 | Shishapangma   | 8027 m |
| 3  | 12. Okt. 1988 | Makalu         | 8485 m |
| 4  | 13. Okt. 1989 | Mount Everest  | 8848 m |
| 5  | 12. Mai 1992  | Kangchendzönga | 8586 m |
| 6  | 13. Juni 1993 | K2             | 8611 m |
| 7  | 26. Apr. 1994 | Cho Oyu        | 8188 m |
| 8  | 13. Mai 1994  | Lhotse         | 8516 m |
| 9  | 9. Juli 1994  | Broad Peak     | 8051 m |
| 10 | 29. Apr. 1995 | Annapurna      | 8091 m |
| 11 | 15. Mai 1995  | Dhaulagiri     | 8167 m |
| 12 | 4. Juli 1995  | Gasherbrum II  | 8034 m |
| 13 | 15. Juli 1995 | Hidden Peak    | 8080 m |
| 14 | 12. Mai 1996  | Manaslu        | 8163 m |